# Wolodymyr Wijtyschyn

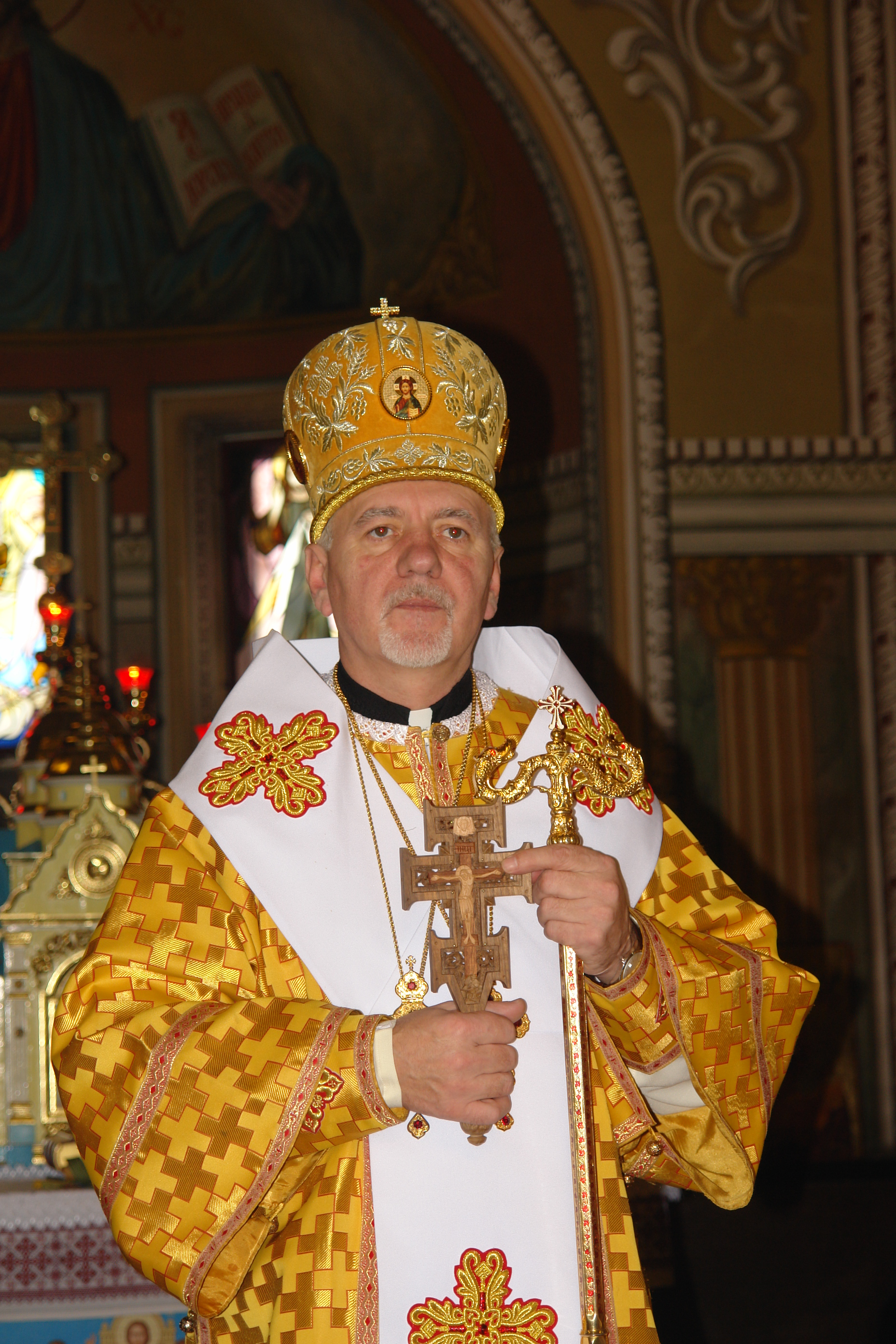
Erzbischof Wolodymyr Wijtyschyn

Wappen von Volodymyr Viytishyn

Wolodymyr Wijtyschyn (ukrainisch Володимир Війтишин; * 9. November 1959 in Demydiwka, Ukrainische SSR) ist der amtierende Erzbischof und Metropolit der ukrainischen griechisch-katholischen Erzeparchie Iwano-Frankiwsk in der Ukraine.

## Leben
Wolodymyr Wijtyschyn legte seine Abiturprüfung ab und begann an einem geheimen Priesterseminar sein Studium. Von 1978 bis 1988 absolvierte er seinen Wehrdienst und setzte dann seine Priesterausbildung fort. Wijtyschyn wurde am 27. Mai 1982 vom „Geheimbischof der Ukraine“ und späteren Weihbischof in Iwano-Frankiwsk Pavlo Wasylyk zum Priester geweiht. Danach arbeitete er im kirchlichen Untergrund als Seelsorger in der Diözese Iwano-Frankiwsk.
Seit 1987 gehörte er der Initiative zur Legalisierung der ukrainischen griechisch-katholischen Kirche an, die von Bischof Pawlo Vassylyk geleitet wurde. Er war Delegationsmitglied der Initiative, die am 16. Mai 1989 dem damaligen Präsidenten der Sowjetunion Michail Gorbatschow, den Antrag auf Legalisierung der katholischen Kirche in der Ukraine überbrachte. Nach der Wiedererlangung der religiösen Freiheit in der Ukraine setzte Wijtyschyn sein Theologiestudium zunächst in Iwano-Frankiwsk und danach an der Katholischen Universität Lublin (Polen) fort. 2002 erhielt er das Lizenziat in Pastoraltheologie.
Am 13. Mai 2002 wurde er von Papst Johannes Paul II. zum Koadjutorbischof von Kolomyia-Tscherniwzi bestellt und folgte am 12. Dezember 2004 dem verstorbenen Diözesanbischof Pawlo Wassylyk im Bischofsamt von Kolomyia-Tscherniwzi. Am 15. Juli 2003 war er bereits vom Großerzbischof Ljubomyr Kardinal Husar zum Bischof geweiht worden. Als Mitkonsekratoren assistierten die Bischöfe Pawlo Wasylyk von Kolomyia-Tscherniwzi und sein Vorgänger im Bischofsamt von Iwano-Frankiwsk Sofron Stefan Mudry OSBM.
Seine Ernennung zum Bischof von Iwano-Frankiwsk erfolgte am 2. Juni 2005, die Amtseinführung wurde am 12. Juli 2005 mit einem feierlichen Hochamt vollzogen. Mit der Erhebung der Eparchie Iwano-Frankiwsk zur Erzeparchie am 21. November 2011 wurde er zum Erzbischof ernannt, die Amtseinführung des jetzigen Metropoliten fand am 13. Dezember 2011 statt.

## Klostergründung
Unter der Schirmherrschaft und auf den ausdrücklichen Wunsch von Bischof Wijtyschyn errichteten 2010 die Matará-Schwestern in Burschtyn ihre erste Niederlassung in der Ukraine. Das Gebäude in Burschtyn war ein ehemaliges Waisenhaus, welches durch den Metropoliten von Lemberg Andrej Scheptyzkyj OSBM errichtet worden war und während der sowjetischen Herrschaft beschlagnahmt und als Krankenhaus genutzt wurde.

## Auszeichnungen

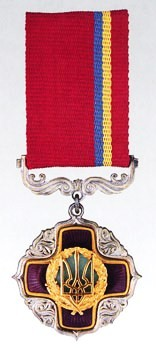
Ukrainischer Verdienstorden 3. Klasse

Der Präsident der Ukraine Wiktor Juschtschenko verlieh ihm am 9. Dezember 2009, in „Anerkennung seines Beitrages zur Verwirklichung der Sozialprogramme sowie für seine aktive Wohltätigkeit und Nächstenliebe“, den „Ukrainischen Verdienstorden der 3. Klasse“.